# Helicopsyche penicilla
Helicopsyche penicilla är en nattsländeart som beskrevs av Kjell Arne Johanson 1999. Helicopsyche penicilla ingår i släktet Helicopsyche och familjen Helicopsychidae. Inga underarter finns listade i Catalogue of Life.